# Родело
Родѐло (на италиански: Rodello; на пиемонтски: Rodel, Родел) е село и община в Северна Италия, провинция Кунео, регион Пиемонт. Разположено е на 537 m надморска височина. Населението на общината е 986 души (към 2010 г.).